# Pulicaria paludosa
La matapulgas  (Pulicaria paludosa) es una planta de la familia de las asteráceas.
En The Plant List lo considera un sinónimo de Pulicaria arabica subsp. hispanica (Boiss.) Murb.

## Descripción
Hierba anual o bienal. Tallos de hasta 75 cm. Hojas de hasta 70 mm, oblongo-lanceoladas. Involucro de 4-7,5 mm. Flores hemiliguladas de 4-7 mm, amarillento-anaranjadas; flores flosculosas de 3-4,5 mm. Aquenios de 0,7-1,2 mm.

## Distribución y hábitat
Endemismo Ibérico-Magrebí. Ruderal. Florece y fructifica desde la primavera y hasta el otoño.

## Taxonomía
Pulicaria paludosa fue descrita por Heinrich Friedrich Link  y publicado en Neues Journal für die Botanik 1(3): 142. 1806.
Etimología
Pulicaria: nombre genérico que deriva del latín pulicarius para "como una pulga"
paludosa: epíteto latíno que significa "de los pantanos".
Citología
Número de cromosomas de Pulicaria paludosa (Fam. Compositae) y táxones infraespecíficos: n=9.
Sinonimia
- Pulicaria hispanica  (Boiss.) Boiss.
- Pulicaria uliginosa Hoffmanns. & Link, non Gray[5]

## Nombre común
- Castellano: hierba piojera, poleo, poleo amarillo.[5]